# جورج توماس کپل
جورج توماس کپل (انگلیسی: George Keppel, 6th Earl of Albemarle; ۱۳ ژوئن ۱۷۹۹ – ۲۱ فوریهٔ ۱۸۹۱) سیاستمدار، نظامی و نویسنده اهل پادشاهی متحد بریتانیای کبیر و ایرلند بود.